# 寒夜 (李喬小說)
《寒夜》是臺灣作家李喬於1980年（民國69年）出版的歷史小說，為系列作品寒夜三部曲的首部，以台灣清代客家先民拓墾為主題，其同名改編電影為台灣第一部客家語八點檔連續劇。。